# Золотые слова
«Золотые слова» — советский кукольный мультипликационный фильм 1989 года режиссёра Юлиана Калишера  
по мотивам одноимённого рассказа Михаила Зощенко (последний из восьми рассказов для детей цикла «Лёля и Минька», написанных в 1939 году).

## Сюжет
Мальчик Минька вместе со своей сестрёнкой Лёлей очень любил ужинать вместе со взрослыми. Но ребятишки не просто сидели рядом, а неизменно пытались острить и шутить, чтобы показаться папиным и маминым друзьям очень остроумными и эрудированными. Вначале подобные выходки детей весьма нравились взрослым, и они с удовольствием смеялись над детскими шутками.
Однако вскоре возникла одна очень глупая ситуация: в гости пришёл папин начальник, который рассказывал о своих подвигах и бесстрашии. И в этот момент Лёля и Минька стали перебивать его и всячески мешать его рассказу. Чтобы преподать детям урок, их посадили пить чай в другой комнате. Это больно укололо самолюбие Лёли и Миньки, и они решили больше вообще не разговаривать за столом. Но это оказалось ещё хуже, потому что вечно молчащие люди производят не самое лучшее впечатление, так же как и чересчур болтливые.
И тогда взрослые открыли брату и сестре одну важную тайну — секрет золотых слов. Он заключается в том, что нужно знать, когда следует говорить, а когда лучше всего помолчать. Ведь всегда следует уважать чувства других.

## Над фильмом работали
- Автор сценария — Олег Егоров
- Режиссёр — Юлиан Калишер
- Художники постановщики: Людмила Танасенко, Елена Зеленина
- Оператор — Леонард Кольвинковский
- Композитор — Николай Каретников
- Звукооператор — Олег Соломонов
- Роли озвучивали:

Михаил Глузский — автор / папа Лёли и Миньки / его начальник
Клара Румянова — Минька / Лёля / их мама
- Художники-мультипликаторы: Ольга Дегтярёва, Фазиль Гасанов
- Монтажёр — Светлана Симухина
- Художник-живописец — Е. Лопатникова
- Редактор — Татьяна Бородина
- Директор — Зинаида Сараева